# Вељко Беливук
Вељко Беливук (Београд, 28. август 1985), познатији као Веља Невоља, вођа је организоване криминалне групе „Принципи“. Осумњичен је за тешка кривична дела, као и везу са „Кавачким кланом“.
Беливук је био један од кључних људи у организованом криминалу у Србији и често се доводио у везу са насиљем и криминалним подземљем. Његова група је била укључена у разне илегалне послове, а њени чланови су оптужени за серије озбиљних злочина, укључујући убиства политичких и криминалних ривала, као и припаднике других криминалних организација.
Његово име је постало препознатљиво у медијима у 2020. и 2021. години када је ухапшен заједно са својим сарадницима. Беливук и његов најближи сарадник Марко Миљковић били су ухапшени у великој акцији против организованог криминала. Током истраге, откривени су детаљи о бруталности његове групе, укључујући чињеницу да су наводно користили тортуру и убиства како би контролисали своје територије и друге криминалне активности.
Његово име и активности постали су симбол опасног криминалног миљеа у Србији, а медији су га пратили као једног од најопаснијих и најутицајнијих људи у криминалном подземљу у последњим годинама.

## Биографија
Рођен је 28. августа 1985. године у Београду, био је прво од двоје деце Небојше Беливука, медицинског радника и његове супруге Бранке. Као дете је преживео један страшни догађај, где су погинули његови родитељи и баба. Вељков отац починио је масакр у породичном стану, у згради у којој је породица живела. Небојша Беливук, који је активирао експлозивну направу 13. фебруара 1995. убио је себе, супругу и њену мајку. У том тренутку у стану су били Небојшин таст, као и свастика, који су били повређени, а у дечјој соби поред њих тада деветогодишњи Вељко и његов млађи брат Иван су преживели разарајућу експлозију која је срушила стан.
На београдским сплавовима годинама је био познат по насилничком понашању, а у теретанама је био познат по свакодневним тренинзима.
Беливук је био један од најближих пријатеља убијеног вође навијача Партизана Александра Станковића, познатијег као Сале Мутави. Станковић је ликвидиран у октобру 2016. године у близини Окружног затвора након што је завршио тренинг у теретани у друштву Беливука.
Беливуку је до сада суђено неколико пута, а од раније је познат полицији по насилном понашању. У једном од инцидената на београдском сплаву „Блејвоч“ 2007. године, Беливук је напао двојицу младића, због чега је осуђен на пет и по месеци затвора.
Беливук, који је осумњичен за ликвидацију и мучење жртава, живео је у београдској општини Звездари са супругом и децом.

## Истрага
Беливук, вођа навијачке групе „Принципи“ ФК Партизана, кога је српска полиција означила као члана „Кавачког криминалног клана“, ухапшен је 4. фебруара 2021. године. Осим Беливука, ухапшен је и његов најближи сарадник Марко Миљковић и још 15 особа. Беливук клан „све време се скривао иза навијачке групе ФК Партизана, који уопште нису били навијачи, већ озбиљни криминалци“. Беливук је био вођа криминално-навијачке групе под називом „Принципи“, која окупља чланове бивше групе „Јањичари“, а коју је до 2016. године водио криминалац Александар Станковић, звани Сале Мутави. Беливук је преузео управљање групом након убиства Станковића 2016. Обојица су у полицији наведени као чланови „Кавачког клана“, који већ дужи низ година ратује са супарничким тимом – „Шкаљарцима“.

### Кућа Ритопек
У Ритопеку, где се налази „кућа смрти“, форензичари су додатно истражили бунар у дворишту викендице како би пронашли нове доказе. Било је нових материјалних трагова и сазнања на основу података са шифрованих телефона. Путем апликације „Скај“, чланови групе су, како је утврђено, размењивали фотографије масакрираних жртава. Чак су и слике одсечених глава пронађене у телефонима њихових девојака. Полиција је успела да прикупи све ове доказе и достави их Тужилаштву. Говорећи о скривеним собама у кући у Ритопеку, где је пронађено оружје и машина за мљевење меса, министар Александар Вулин је изјавио да су подаци о томе добијени саслушањем неких ухапшених припадника ове криминалне групе.
Припадници Беливук клана починили су монструозна убиства, данима одржавали жртве у животу, мучили их на најбруталнији начин, а затим их убијали, раскомадали њихова тела и углавном их стрпали у тај млин за месо и кости, како би уништили трагове.

### Елез-Беливук
Криминалне организације повезане са најтежим злочинима, Дарко Елез из једне, Беливук и Миљковић из друге криминалне групе, према сазнањима полиције уједињени би постали озбиљна претња по безбедност две државе, БиХ и Србије.

### Сукоб два клана
„Кавачки клан“ је у сукобу са „Шкаљарским кланом“. Имена оба клана потичу од имена два градска насеља у близини Котора у Црној Гори - Шкаљари и Кавача. Према евиденцији Црне књиге, истраживачког пројекта портала КРИК и Радија Слободна Европа (РФЕ), који бележе убиства почињена од 2012. године на територији Србије и Црне Горе, која имају карактеристике ликвидација мафије, сукоби између два клана су до сада однели 171 живот.

### Атентат на Оливера Ивановића
Беливук је оптужен да је учествовао у атентату на Оливера Ивановића, српског политичара с Косова и Метохије. Према писању одређених медија на основу навода сведока, Беливук је ангажовао Љубомира Лаиновића као непосредног извршиоца атентата, логистику је припремио потпредседник Српске листе Милан Радоичић, а наредбодавац је био Звонко Веселиновић.